# Chathampingvin
Chathampingvin (Eudyptes warhami) är en utdöd pingvin som tidigare förekom i Chathamöarna utanför Nya Zeeland. Den är endast känd från subfossila benlämningar och dog troligen ut efter att polynesier anlände till ögruppen för 450 år sedan.

## Upptäckt och beskrivning
Benlämningar i Chathamöarna från pingviner av släktet Eudyptes har varit kända länge, men har tidigare identifierats som tillhörande fjordpingvin (Eudyptes pachyrhynchus) eller tofspingvin (Eudyptes sclateri). 1994 noterade dock Tennyson och Millener att fynden skilde sig från båda dessa arter och förmodligen tillhörde en egen art endemisk för Chathamöarna. Först 2019 beskrevs den dock vetenskapligt, efter jämförande studier av Eudyptes-pingviners mitokondrie-DNA som visade att populationen på Chathamöarna verkligen utgjorde en distinkt art. Arten skilde sig från sin närmaste släkting tofspingvinen i Antipodöarna för mellan 1,1 och 2,5 miljoner år sedan, vilket stämmer överens med när Chathamöarna steg ur havet för tre miljoner år sedan.

## Utdöende
Polynesier anlände till Chathamöarna omkring år 1450. Chathampingvinen jagades troligen till utrotning inom 150–200 år, tillsammans med flera andra fågelarter och en sjölejonart. Den var med största sannolikhet redan utdöd när européerna anlände till ögruppen. Dock har det föreslagits att den kan ha överlevt till sent 1800-tal efter att en pingvin från Chathamöarna hölls i fångenskap i flera veckor 1871 eller 1872. Fågeln noterades som Eudyptes pachyrhynchus, ett namn som vid den tiden även användes för tofspingvinen (E. sclateri) och snarespingvinen (E. robustus). Faktum är att Eudyptes-pingviner är regelbundna, möjligen även årliga, besökare i Chathamöarna. Åtminstone snarespingvinen, tofspingvinen och klipphopparpingvinen (E. chrysocome) har noterats där, vilket gör det sannolikt att den berörda fågeln var någon av dessa arter.

## Namn
Artens vetenskapliga artnamn warhami hedrar John Wahram (1919-2010), en engelsk banbrytande pingvinforskare.